# Folke Asplund
Erik Folke Asplund, född 20 augusti 1930 i Malmberget i Lappland, död 22 november 2010 i Luleå, var en svensk skådespelare.
Han är begraven på Örnäskyrkogården i Luleå.

## Filmografi
- 1958 – Skuggan av en man
- 1960 – På en bänk i en park
- 1961 – Änglar, finns dom?
- 1974 – Landshövdingen
- 1978 – Bomsalva
- 1980 – Vi hade i alla fall tur med vädret
- 1983 – Lyckans ost
- 1989 – Tre kärlekar (TV-serie)
- 1989 – Förhöret
- 1991 – Osynlig närvaro (TV-serie)
- 1995 – Stora och små män
- 1996 – Jägarna
- 1996 – Potatishandlaren
- 1997 – Larmar och gör sig till
- 1999 – Rackelhane
- 2006 – Möbelhandlarens dotter (TV-serie)

## Teater

### Roller (ej komplett)
| År   | Roll                        | Produktion                                                                               | Regi                 | Teater                           |
| ---- | --------------------------- | ---------------------------------------------------------------------------------------- | -------------------- | -------------------------------- |
| 1955 | Barney                      | Simon och Laura (Simon and Laura) Alan Melville                                          | Per-Axel Branner     | Lisebergsteatern                 |
| 1958 |                             | För vindens skull (Une fille pour du vent) André Obey                                    | Lars Barringer       | Upsala-Gävle stadsteater         |
| 1958 |                             | Si jägarens öga Hans Hergin                                                              | Lars Barringer       | Upsala-Gävle stadsteater         |
| 1960 |                             | Så tuktas en argbigga (The Taming of the Shrew) William Shakespeare                      | Sandro Malmquist     | Riksteatern                      |
| 1964 | Dr. Lombardi                | Två herrars tjänare (Il servitore di due padroni) Carlo Goldoni                          | Lars Gerhard Norberg | Norrköping-Linköping stadsteater |
| 1964 | Blaise                      | Grop åt andra (La grande oreille) Pierre-Aristide Bréal                                  | Lars Barringer       | Norrköping-Linköping stadsteater |
| 1964 | Baron Andreas Blek av Nosen | Trettondagsafton, eller Vad ni vill (Twelfth Night or What You Will) William Shakespeare | John Zacharias       | Norrköping-Linköping stadsteater |
| 1965 | Ansi                        | Tre vita skjortor Walentin Chorell                                                       | Bertil Norström      | Norrköping-Linköping stadsteater |
| 1965 | Marcel                      | Boy Friend (The Boy Friend) Sandy Wilson                                                 | Lars Barringer       | Norrköping-Linköping stadsteater |
| 1965 | Lloyd K. Garrison           | Fallet Oppenheimer (In der Sache J. Robert Oppenheimer) Heinar Kipphardt                 | John Zacharias       | Norrköping-Linköping stadsteater |
| 1965 | Herr Fancy                  | Herr Fancy Arthur Johansson                                                              | John Zacharias       | Norrköping-Linköping stadsteater |
| 1965 | Vittnet                     | Huset Werner Aspenström                                                                  | Sture Ericson        | Norrköping-Linköping stadsteater |
| 1966 | Doktor Östermark            | Fadren August Strindberg                                                                 | Ernst Günther        | Norrköping-Linköping stadsteater |
| 1966 | Anton                       | Kurvan (Die Kurve) Tankred Dorst                                                         | Sture Ericson        | Norrköping-Linköping stadsteater |
| 1966 | Mess                        | Begravningskommittén (The Burial Committee) Otway Crockett                               | Torsten Sjöholm      | Norrköping-Linköping stadsteater |
| 1966 | Gaston                      | Köket (The Kitchen) Arnold Wesker                                                        | Ernst Günther        | Norrköping-Linköping stadsteater |
| 1967 | Satin                       | Natthärbärget eller På botten (На дне, Na Dnje) Maksim Gorkij                            | Lars Gerhard Norberg | Norrköping-Linköping stadsteater |
| 1967 |                             | Ännu ej preskriberat Pi Lind                                                             | Pi Lind              | Norrköping-Linköping stadsteater |
| 1967 |                             | Människan och hans hustru Inga Lindsjö                                                   | Torsten Sjöholm      | Norrköping-Linköping stadsteater |
| 1967 | Värdshusvärden              | Muntra fruarna i Windsor (The Merry Wives of Windsor) William Shakespeare                | Lars Gerhard Norberg | Norrköping-Linköping stadsteater |
| 1968 | Jonny                       | Flotten Kent Andersson                                                                   | Lars Gerhard Norberg | Norrköping-Linköping stadsteater |
| 1968 | Registratorn                | Biografi (Biographie) Max Frisch                                                         | Torsten Sjöholm      | Norrköping-Linköping stadsteater |
| 1968 |                             | Friställde Andersson Jan Myrdal                                                          |                      | Norrköping-Linköping stadsteater |
| 1968 | Värvaren                    | Mor Courage och hennes barn (Mutter Courage und Ihre Kinder) Bertolt Brecht              | Torsten Sjöholm      | Norrköping-Linköping stadsteater |
| 1969 |                             | De bordlagda Birger Norman                                                               | Evert Lindberg       | Norrköping-Linköping stadsteater |
| 1969 | Scaramella                  | Emigranten från Brisbane (L'émigré de Brisbane) Georges Schehadé                         | Bertil Norström      | Norrköping-Linköping stadsteater |
| 1969 |                             | Halva kungariket Allan Edwall                                                            | Lars Gerhard Norberg | Norrköping-Linköping stadsteater |
| 1969 |                             | Kalle Perssons första krig Max Lundgren                                                  | Riber Björkman       | Norrköping-Linköping stadsteater |
| 1970 | Greve Pembroke              | Kung Johan (König Johann) Friedrich Dürrenmatt                                           | Lars Gerhard Norberg | Norrköping-Linköping stadsteater |
| 1971 | Andra guden                 | Den goda människan i Sezuan (Der gute Mensch von Sezuan) Bertolt Brecht                  | Johan Bergenstråhle  | Norrbottensteatern               |
| 1972 |                             | Herrn går på jakt (Monsieur chasse!) Georges Feydeau                                     | Christian Lund       | Norrbottensteatern               |
| 1973 |                             | Sköt dig själv och skit i andra Lars Molin                                               | Christian Lund       | Norrbottensteatern               |
| 1974 |                             | Huvudsaken är att kämpa väl? Lars Molin                                                  | Christian Lund       | Norrbottensteatern               |
| 1975 |                             | Dalbotten u.p.a Arly Johansen                                                            | Christian Lund       | Norrbottensteatern               |
| 1975 | Medverkande                 | Revyn Lars Molin och Bo Montelius                                                        | Christian Lund       | Norrbottensteatern               |
| 1976 | Fritte                      | I väntan på Bardot Lars Björkman och Sigvard Olsson                                      | Christian Lund       | Norrbottensteatern               |
| 1976 | Karl Engelstrand            | Den heliga familjen Rudolf Värnlund                                                      | Christian Lund       | Norrbottensteatern               |
| 1977 | Magister Svanberg           | Hermelinarna eller drömmen om stålverket Lars Molin och Macke Nilsson                    | Christian Lund       | Norrbottensteatern               |
| 1992 |                             | Oliver Twist Charles Dickens                                                             | Dag Norgård          | Norrbottensteatern               |
| 1994 | Övervakaren                 | A Clockwork Orange Anthony Burgess                                                       | Dag Norgård          | Norrbottensteatern               |